# Glenelg Shire
Glenelg Shire är en kommun i Australien. Den ligger i delstaten Victoria, omkring 310 kilometer väster om delstatshuvudstaden Melbourne. Antalet invånare var 19 557 vid folkräkningen 2016.
Följande samhällen finns i Glenelg:
- Portland
- Nelson